# Z2
Z2 var en elektromekanisk (mekanisk och reläbaserad) digital dator, som konstruerades av Konrad Zuse som en prototyp av en relädator. Det var en förbättring av Z1 Zuse som byggdes i hans föräldrars hem, som använde samma mekaniska minne.  Z2 blev klar år 1939 och bildade grunden för Z3. I Z2 ersatte han aritmetiken och kontrolllogiken med 600 elektriska reläkretsar som vägde över 250 kg. Fotografier och planer för Z2 förstördes av de allierade bombningarna under andra världskriget.
Z2 kunde läsa 64 ord från hålkort.  I motsats till Z1 använde Z2 16-bitars aritmetik med fast punkt istället för 22-bitars flyttal. Zuse presenterade Z2:an 1940 för medlemmar av DVL(de)
 (sedan 1969 DLR(de)) och medlemmen Alfred Teichmann  [de], vars stöd hjälpte till att finansiera efterträdaren modellen Z3.

## Specifikationer
| Frekvens                          | Ca. 5 Hertz                                         |
| Aritmetrisk enhet                 | Fast punkts aritmetisk enhet med 16 bitars ordlängd |
| Genomsnittlig beräkningshastighet | 0,8 sek för additionsoperation                      |
| 'Antal reläer                     | 600                                                 |
| Minne                             | 64 ord (sammma som Z1)                              |
| Energiförbrukning                 | 1000 watt                                           |
| Vikt                              | 300 kg                                              |